# Bernile Nienau
Bernhardine Nienau (Dortmund, 20 de abril de 1926 — Munique, 5 de outubro de 1943), conhecida como “Bernile”, foi uma menina alemã de ascendência judaica que ficou conhecida como a “Filha do Führer” devido à sua proximidade com o Adolf Hitler. Essa amizade peculiar, que durou de 1933 a 1938, tornou-se uma anomalia histórica, visto que se desenrolou em pleno regime nazista, conhecido por sua política de perseguição e violência contra o povo judeu.
Bernile e, sua mãe, Rosa Nienau, encontraram Hitler pela primeira vez em 1933, quando visitaram o retiro de Hitler em Berghof, nos Alpes Bávaros. A menina logo chamou a atenção do líder nazista, e entre eles se formou um vínculo inesperado. Hitler, conhecido por sua aversão a crianças, demonstrou uma afeição incomum por Bernile, que costumava frequentar suas visitas ao Berghof. Fotografias e cartas registram a amizade e os momentos em que a menina estava ao lado de Hitler, em situações que hoje causam perplexidade devido à ascendência judaica de Bernile, fato que Hitler provavelmente desconhecia.
A relação entre eles foi interrompida em 1938, quando o círculo próximo de Hitler descobriu a ascendência judaica da menina, e o acesso de Bernile ao Berghof foi proibido. Em 2018, uma fotografia histórica de Hitler ao lado de Bernile, aos seis anos, foi leiloada por 11.520 dólares. A imagem, autografada por Hitler, incluía uma dedicatória à mãe da menina, Rosa Nienau, datada de 16 de junho de 1933 em Munique. O retrato emblemático tornou-se um raro registro da complexidade e das contradições internas ao regime nazista. Bernhardine Nienau faleceu em Munique em 1943, aos 17 anos, vítima de poliomielite. Sua história permanece como um capítulo intrigante e controverso sobre as ironias do período nazista.

## Vida
Nienau, filha única do médico Bernhard Nienau, nasceu em Dortmund. O seu pai nasceu em 23 de junho de 1887 e faleceu pouco antes de ela nascer, em 29 de fevereiro de 1926. A sua mãe, a enfermeira Karoline, nasceu em Helwig, em 15 de março de 1892, e mudou-se para Munique, onde, por volta do ano de 1928, comprou uma casa, e viria a falecer em 26 de julho de 1962. A avó de Bernile, Ida Voit, professora católica romana de ascendência judia, nascida em Morgenstern, em 18 de julho de 1867, era viúva ou divorciada, e também morava com elas, falecendo em 29 de dezembro de 1942. Provavelmente por instigação da sua mãe, Bernile, na primavera de 1933, aproveitando um grande fluxo de visitantes que existia em Obersalzberg, atraiu a atenção de Adolf Hitler e, do contato entre ambos, resultou uma "amizade" que durou até 1938. Nos Arquivos Federais em Berlim, há 17 cartas que a menina, provavelmente com a ajuda de sua mãe, escreveu para Hitler e o seu assistente principal Wilhelm Brückner.
Por causa das origens de sua avó, Bernile poderia ser considerada judia, o que era sabido por Hitler desde 1933. Em 19 de abril de 1938, o ajudante de Hitler, Fritz Wiedemann, descreveu a desconsideração que Hitler tinha pelos seus antepassados judaicos para subordinar os escritórios do partido como "uma atitude puramente humana em relação à criança". No entanto, quando Martin Bormann teve conhecimento da falta de "sangue alemão", a menina e a sua mãe foram proibidas de aparecer em Berghof. Hitler, através do seu fotógrafo pessoal, Heinrich Hoffmann, foi informado daquela proibição e de que Bormann o havia proibido de continuar a publicar fotos nas qual o Führer aparecia com "sua filha". No seu livro "Hitler como eu o vi", Hoffmann escreve que Hitler, referindo-se a Bormann, afirmou: "Há pessoas que têm um verdadeiro talento para estragar toda a minha alegria". Mas o livro ilustrado de Hoffmann, "Juventude em torno de Hitler", que incluiu as fotografias de Hitler com Bernile, continuou a ser vendido e, em meados do ano de 1938, a mãe foi oficialmente proibida de contatar qualquer líder partidário.
Bernile, que aprendeu a profissão de desenho técnico, faleceu com 17 anos em 5 de outubro de 1943, vítima de poliomielite espinhal, no Hospital Schwabing e foi sepultada no Cemitério Oeste de Munique.